# رضا السعيدي
رضا السعيدي، ولد في 24 نوفمبر 1962 في منزل بورقيبة في تونس. هو سياسي تونسي ووزير سابق، وقيادي في حركة النهضة الذات التوجه الإسلامي.

شغل منصب وزير معتمد لدى رئيس الحكومة التونسية مكلف بالشؤون الاقتصادية بعد الثورة التونسية بين 2011 و2014 في حكومة حمادي الجبالي وكذلك حكومة علي العريض.

## السيرة الذاتية
درس رضا السعيدي في المدرسة الوطنية للمهندسين بتونس، أين تحصل على شهادة مهندس، وماجستير في إدارة الجودة والإنتاجية. في البداية كان رئيس قاعدة الشمال الغربي لتحويل الطاقة لدى الشركة التونسية للكهرباء والغاز. هو كذلك مهندس مستشار لدى مكتب دراسات حول الهندسة. في 2009، نشر الدراسة التحليلية «الاقتصاد الوطني: الواقع والآفاق» (Économie nationale: réalité et perspectives). 

ينتمي لحركة النهضة ذات التوجه الإسلامي، أين هو الآن عضو المكتب التنفيذي المكلف بالدراسات والتخطيط. هو أيضا أحد الأعضاء المؤسسين للاتحاد العام التونسي للطلبة. كذلك هو مدافع عن حقوق الإنسان. كذلك شارك لمدة مع الكشافة تونسية.

في 24 نوفمبر 2011، عين في منصب وزير معتمد لدى رئيس الحكومة التونسية مكلف بالشؤون الاقتصادية بعد الثورة التونسية بين 2011 و2014 في حكومة حمادي الجبالي وكذلك حكومة علي العريض. 

في 2 يناير 2017، عين رضا السعيدي وزيرا مستشارا مكلفا بالمشاريع الكبرى لدى رئيس الحكومة يوسف الشاهد.

## مقالات ذات صلة
- حركة النهضة (تونس).